# Spectravideo SVI-728
Spectravideo SV–728 – komputer ośmiobitowy zgodny ze standardem MSX produkowany przez przedsiębiorstwo Spectravideo International Ltd w latach 80. XX wieku. Bazował na wcześniejszych projektach Spectravideo SV-328 i SV-318.
Standard MSX został opracowany na podstawie wcześniejszych modeli SV–318 i SV–328. Komputery te jednak nie były kompatybilne z tym standardem. Bazując na ich konstrukcji przedsiębiorstwo Spectravideo wypuściło model SVI–728, który był ich pierwszym komputerem w pełni zgodnym z MSX.

## Specyfikacja techniczna
Wyposażony w pełnowymiarową klawiaturę QWERTY z 90 klawiszami w tym blok numeryczny, klawisze kursora i funkcyjne.
Komputer zbudowane były w oparciu o procesor Zilog Z80 taktowany zegarem 3,58 MHz. Pamięć stanowiło 80 KiB RAM w tym 16 KiB osobnej pamięci video.
W 32 KiB ROM znajdował się interpreter Microsoft MSX BASIC.
Za generowanie obrazu odpowiadał układ Texas Instruments 9129 dla standardu PAL lub 9118 dla NTSC. Umożliwiał generowanie obrazu w trybach:
- 256×192 pikseli w 16 kolorach
- 40×24 znaków; znaki definiowane w matrycy 6×8 pikseli
- 32×24 znaków; znaki definiowane w matrycy 8×8 pikseli

Dodatkowo możliwe jest generowanie 32 sprite’ów, maksymalnie 4 w linii. Układ nie obsługuje sprzętowego przewijania obrazu.
Komputer generował dźwięk w 3 niezależnych kanałach przy użyciu układu General Instrument AY-3-8910.
Wyposażony w wewnętrzny kontroler stacji dysków bazujący na układzie FD1793.

### Złącza[8]
- gniazdo do podłączenia TV przez gniazdo antenowe
- 2 gniazda audio i video do podłączenia monitora
- gniazdo zewnętrznej stacji dysków
- port Centronics do podłączenia drukarki
- port magnetofonu
- gniazdo kartridża MSX lub innych rozszerzeń
- dwa gniazda dżojstików
- gniazdo do podłączenia zewnętrznego zasilacza

## Urządzenia peryferyjne
Lista urządzeń oferowanych przez producenta.
- SVI–707 stacja dysków 5¼″ dwustronna o pojemności 320 KiB[9]
- SVI–727 karta rozszerzeń umożliwiająca wyświetlenie 80 znaków w linii; umieszczania w slocie kartridża[10]
- SVI–303 modem 300 baud z dodatkowym interfejsem RS232[11]
- SVI–747 rozszerzenie pamięci 64 KiB; umieszczania w slocie kartridża[12]
- SVI–757 interfejs RS232; umieszczany w slocie kartridża[13]
- SVI–747 magnetofon[13]
- SVI–709 karta sieciowa; umieszczania w slocie kartridża[14]
- SVI–101 i SVI–102 dżojstiki